# Barisano da Trani
Barisano da Trani (en latin : Barisanus Tranensis) est un sculpteur italien, actif dans la seconde moitié du XIIe siècle.

## Œuvres
Aucune indication sur sa vie ne subsiste ; d'après son nom, il est vraisemblablement originaire de Trani dans la région des Pouilles.
Deux œuvres portant son nom sont conservées : les portes de bronze sculptées en relief du portail ouest de la cathédrale de Trani et celles du portail nord de la cathédrale de Monreale en Sicile ; la chronologie de ces œuvres est discutée : le portail de Trani est en général daté de 1185-1190 et celui de Monreale de 1190-1200,.
Un des panneaux de la porte de Trani représente le saint patron de Trani, 
San Nicola Pellegrino, avec l'artiste agenouillé à ses pieds et l'inscription « Barisanus Tranensis » ; à Monreale, figure la représentation de saint Nicolas de Bari, avec l'inscription « Barisanus Tran[ensis] Me Fecit ».

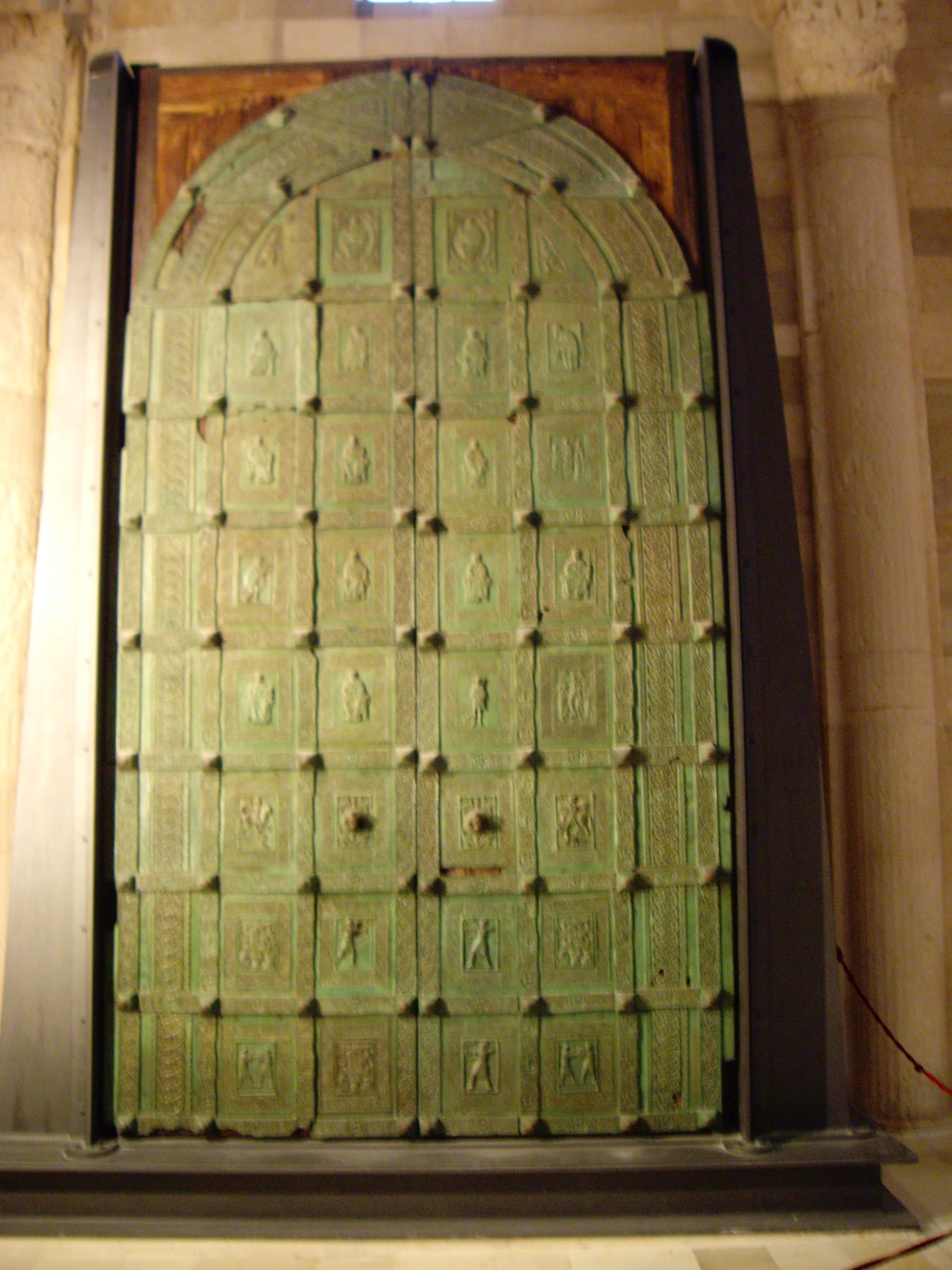
Porte en bronze de la cathédrale de Trani

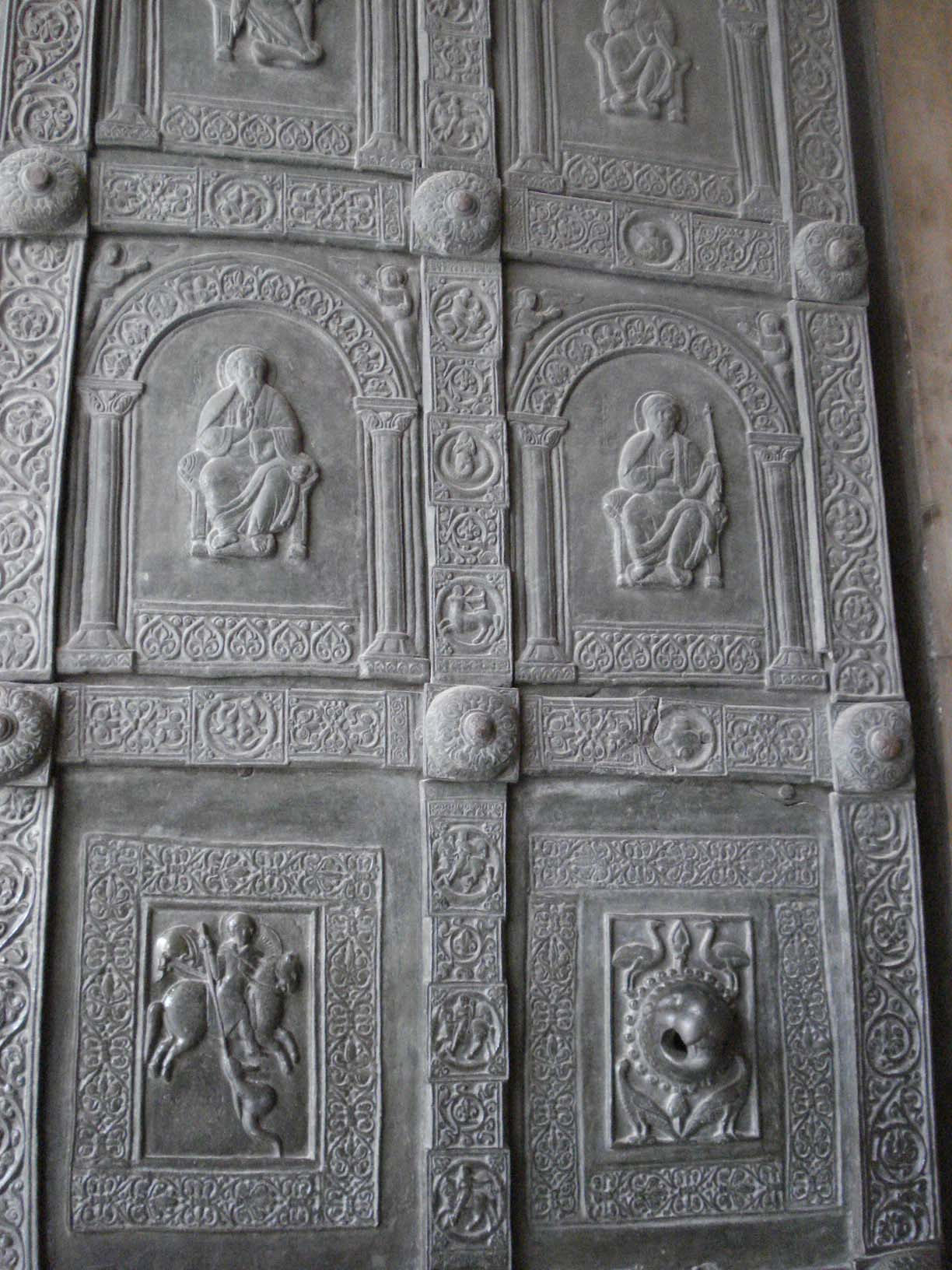
Porte nord de la cathédrale de Montreale, détail

La porte de bronze de la cathédrale de Ravello en Campanie, non signée mais datée de 1179 dans l'inscription indiquant le nom des donateurs (« Anno millesimo centesimo septuagesimo nono Incarnacio Jesu Christo »), lui est également attribuée, en raison des similitudes évidentes de fabrication et de style. 

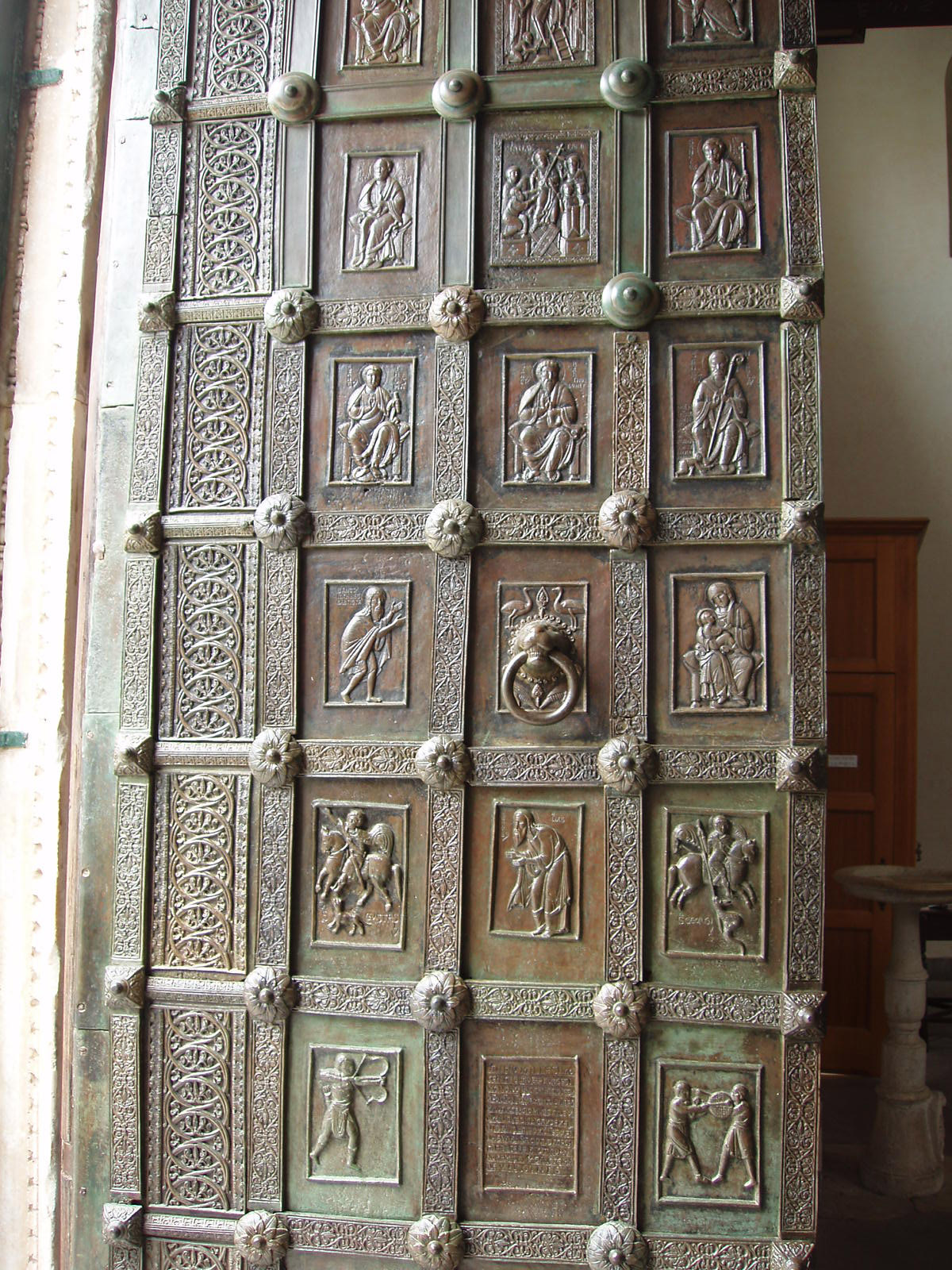
Porte en bronze de la cathédrale de Ravello, détail

Les portes sont divisées en panneaux, avec des figures et des décorations en bronze moulées en bas-relief, entourés d'une bordure ornementale, et appliqués sur une âme en bois, une technique plus proche de l'orfèvrerie que de la sculpture, dénotant des influences orientales et byzantines : elles s'inspirent à la fois des motifs des tissus d'Orient et des coffrets en ivoire de l'art byzantin. Le décor est inspiré de la Bible, représentant le Christ, la Vierge, saint Jean Baptiste, des prophètes, des apôtres et des saints, avec également des figures profanes : archers, lutteurs, animaux héraldiques.